# Austin-Healey 100
L'Austin-Healey 100 est une automobile deux places de type roadster, du constructeur britannique Austin-Healey, produite entre 1953 et 1956. Elle a été développée à l'origine par le petit constructeur britannique Donald Healey Motor Company (fondé par Donald Healey), pour être montée dans son usine de Warwick, en Angleterre. Sa base mécanique dérivait de celle de l'Austin A90 Atlantic. Un prototype de « Healey Hundred » (Healey Cent) fut construit et présenté au London Motor Show de 1952. Le résultat impressionna beaucoup le patron d'Austin, Leonard Lord, qui cherchait une remplaçante du modèle A90, qui était un échec commercial. Un accord fut signé entre Austin et Healey pour la fabrication à grande échelle du nouveau modèle, le montage état pris en charge par Jensen Motors avec des composants mécaniques provenant de l'usine Austin de Longbridge, à Birmingham. Le véhicule reçut le nom d'Austin-Healey 100.
La « 100 » fut nommée ainsi par Healey en raison de sa capacité d'atteindre la vitesse de 100 mph (soit 160 km/h) ; son successeur, la célèbre Austin-Healey 3000, dut son nom à la cylindrée de son moteur (3 000 cm3).
Reprenant une organisation déjà éprouvée avec la fabrication des Austin A40 Sport, l'usine d'Austin à Longbridge assurant le montage final des châssis et des carrosseries pré-équipés et pré-peints de la 100 livrés par l'usine de Jensen à West Bromwich. Au total 14 634 Austin-Healey 100 ont été fabriquées.
La 100 fut le premier des trois modèles surnommés plus tard les Big Healeys (les Grandes Healeys), pour les distinguer du modèle Sprite comparativement plus petit. Les Big Healeys sont en général désignés par leur identifiant à 3 caractères plutôt que leur nom commercial, celui-ci ne permettant pas de distinguer les différentes versions disponibles.

## BN1
Les premiers modèles de la « 100 » furent équipés du blocs I4 de 2 660 cm3 longue course (alésage : 87,3 mm, course : 111,1 mm) développant 90 ch (67 kW) et de la transmissions manuelles à 3 rapports  (dont les deux supérieurs ont été surmultipliés) des Austin A90 de série.
Le freinage était assuré par des freins à tambour Girling de 279,4 mm à l'avant comme à l'arrière. L'avant disposait de trains roulants équipés de suspensions indépendantes à ressorts hélicoïdaux, alors que l'arrière disposait d'un essieu rigide avec ressorts à lames semi-elliptiques. La timonerie de direction était à came et levier.
Lors de l'essai du modèle BN1 qu'il réalisa en 1953, le magazine anglais The Motor releva les caractéristiques techniques suivantes : vitesse maximale de 171 km/h ; accélération de 0 à 100 km/h en 11,2 s ; consommation de 12,6 L/100 km. Le prix catalogue du véhicule (taxes comprises) était de 1 063 livres sterling.
10 030 exemplaires du BN1 furent construits entre son lancement en mai 1953 et son remplacement par le BN2 en août 1955. Un exemplaire de 1954 (portant le numéro de châssis 446766*4) est exposé au Simeone Foundation Automotive Museum de Bonneville Salt Flats (Philadelphie, États-Unis).

## BN2

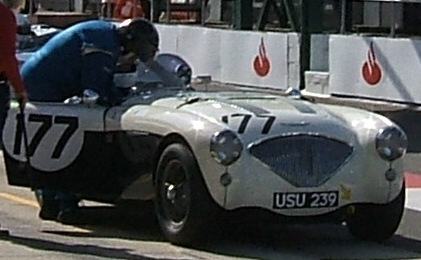
Austin-Healey 100M

Le BN2 fut équipé d'une vraie boîte manuelle à quatre vitesses, les deux derniers rapports étant toujours surmultipliés. La BN2 se distinguait de la BN1 principalement de plus grands passages de roue avant, un essieu arrière différent et la disponibilité en option d'une peinture bicolore.
L'année 1955 voit le lancement d'une variante hautes performances, la 100M, qui apportait en particulier au moteur de plus gros carburateurs, une nouvelle boîte à air améliorant l'admission d'air et des arbres à cames à levées augmentées. Le taux de compression du moteur était de 8.1:1 et la puissance fournie atteignait 110 ch (82 kW). Les autres modifications apportées comprenaient notamment la rigidification de la suspension avant, l'aménagement d'une prise d'air le long du capot, l'ajout de sangles attache capot en cuir... Environ 70 % des 100M ont reçu une peinture bicolore, dont les deux modèles exposés au London Motor Show de 1955, l'un blanc et rouge et l'autre noir et rose. Au total 640 exemplaires de 100M ont été produits.
Excepté les pistons haute compression, tous les éléments mécaniques distinctifs du 100M étaient également disponibles en seconde monte sur les BN1 ou BN2 grâce au kit Le Mans Engine ; le moteur atteignait ainsi une puissance de 100 ch (75 kW) à 4500 tr/min. Les propriétaires de la 100 pouvaient commander ce kit auprès de BMC et l'installer eux-mêmes.
Initialement disponible uniquement en rouge carmin, la 100M adopta plus tard une palette de couleurs plus fournie : rouge Reno, vert satin, bleu Healey, vert Floride, blanc Old English, gris-argent (environ 50 exemplaires). Le choix en peinture bicolore comprenait les couples blanc-noir, rouge Reno-noir, bleu Healey-blanc, noir-rouge Reno et vert Floride-blanc.
En janvier 1956, la cadence de production atteignait 200 voitures par mois, dont 150 écoulées sur le seul marché californien.
La dernière BN2 sortit des chaînes en juillet 1956, pour un total de 4 604 exemplaires produits (y compris la 100M).

## 100S

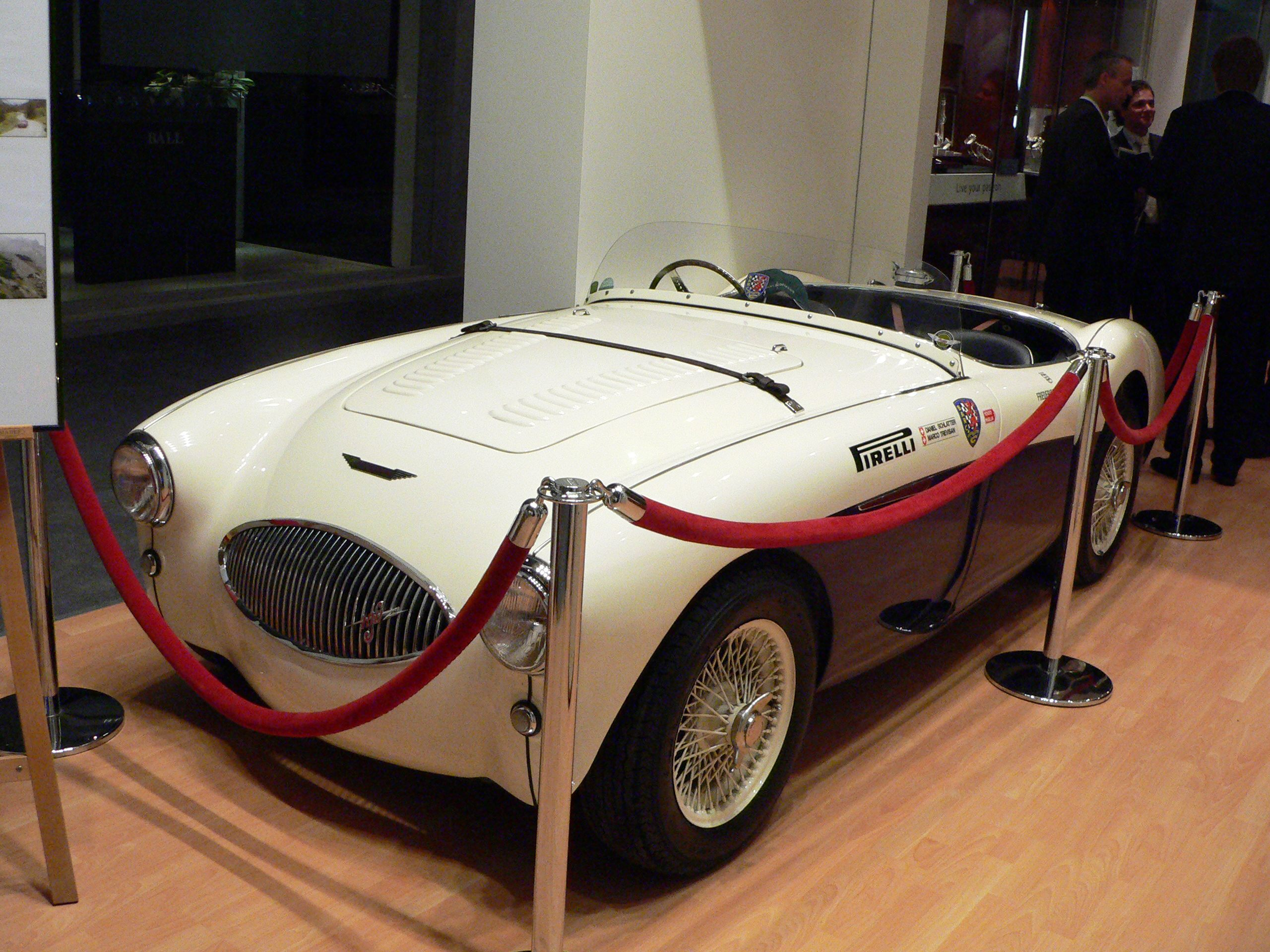
Austin-Healey 100S

La 100S (S pour Sebring) fut dès sa conception pensée pour la compétition. Construite en aluminium, son moteur développait 132 ch (98 kW) à 4 700 tr/min. 50 exemplaires   furent construits, plus 5 prototypes, construits à la main chez Donald Healey Motor Company à Warwick, dédiés au développement et aux tests de la voiture. Pour alléger le véhicule, une culasse en aluminium fut installée et l'overdrive  supprimé. Avec ses freins à disques pleins, la 100S fut la première voiture de série à en être équipé sur les quatre roues Plus encore, pare-chocs et toit furent supprimés, la calandre réduite en taille et le pare-brise fabriqué en plastique. Le gain en poids atteignit finalement 91 kg. La majorité des 100S ont reçu une peinture bicolore, blanc à flancs bleu foncé, quelques-unes en vert foncé et rouge, et un seul exemplaire fut peint en noir.
Un exemplaire de 1953, utilisé comme véhicule d'essai par les pilotes maison Lance Macklin, Gordon Wilkins et Marcel Becquart, fut vendu aux enchères le 1er décembre 2011. Cet exemplaire fut notamment impliqué dans le spectaculaire accident des 24 Heures du Mans 1955, plus important accident de l'histoire du sport automobile avec 84 morts et 120 blessés.

## EVV 106
Entre 1955 et 1957, David Shale, futur pilote de Formule 2, utilisa une 100S immatriculée EVV106 en compétition. Il finit avec cette voiture au moins 13 fois sur le podium, dont 4 fois premier,. Appelée familèrement "EVV", cette 100S fut vendue aux enchères le 27 juin 2014 au prix de 673 500 livres sterling.

## Big Healeys
La 100 fut le premier des trois modèles Austin Healey constituant les Big Healeys', surnom donné pour distinguer ces véhicules des Austin-Healey Sprite au gabarit sensiblement plus petit. Les deux autres modèles furent la 100-6 et la 3000. Contrairement à ce que pourrait laisser croire son nom, la 100-6 étaient largement plus apparentée à la 3000 qu'à la 100, tant stylistiquement que mécaniquement.

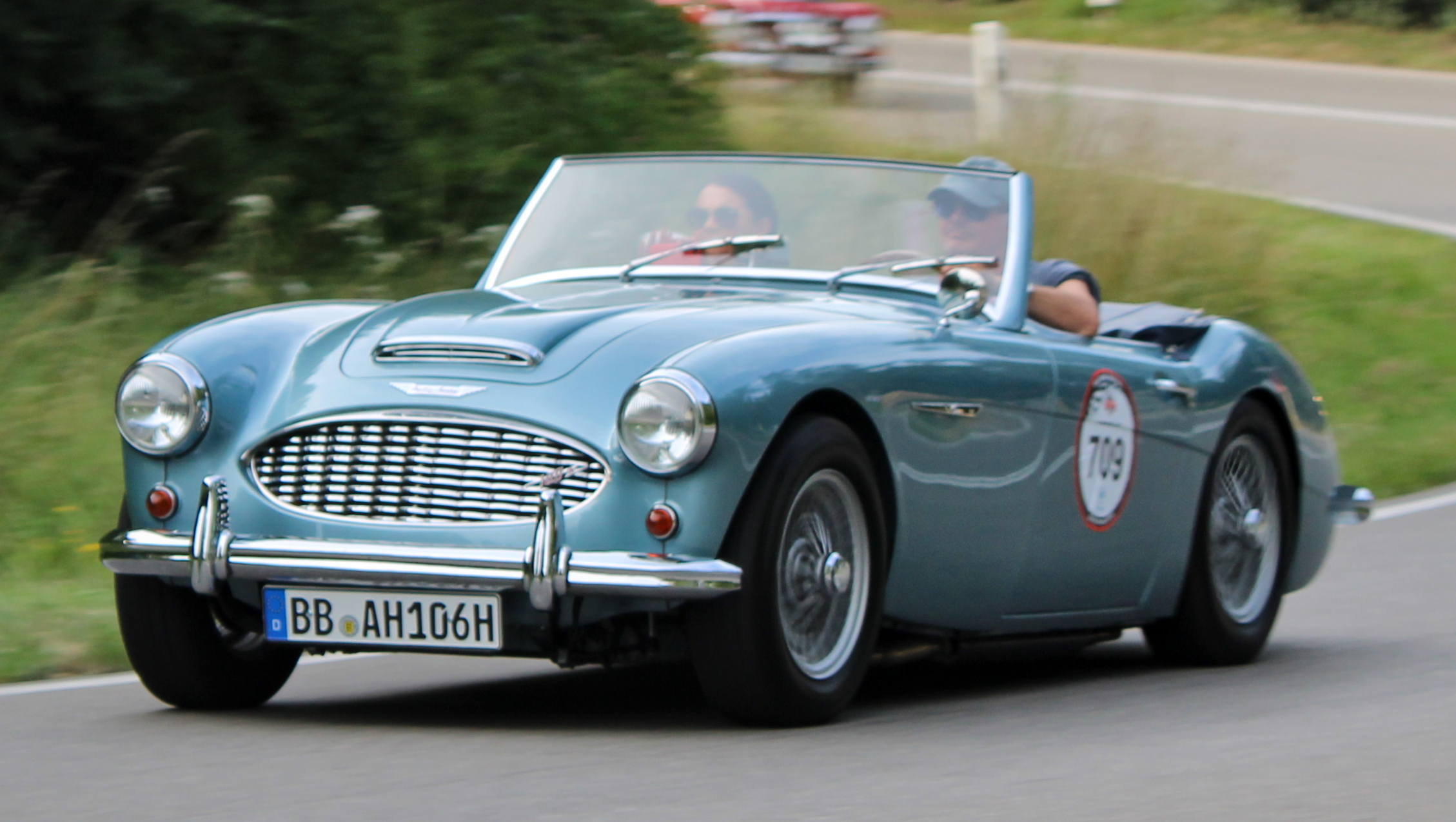
Austin-Healey 100-6
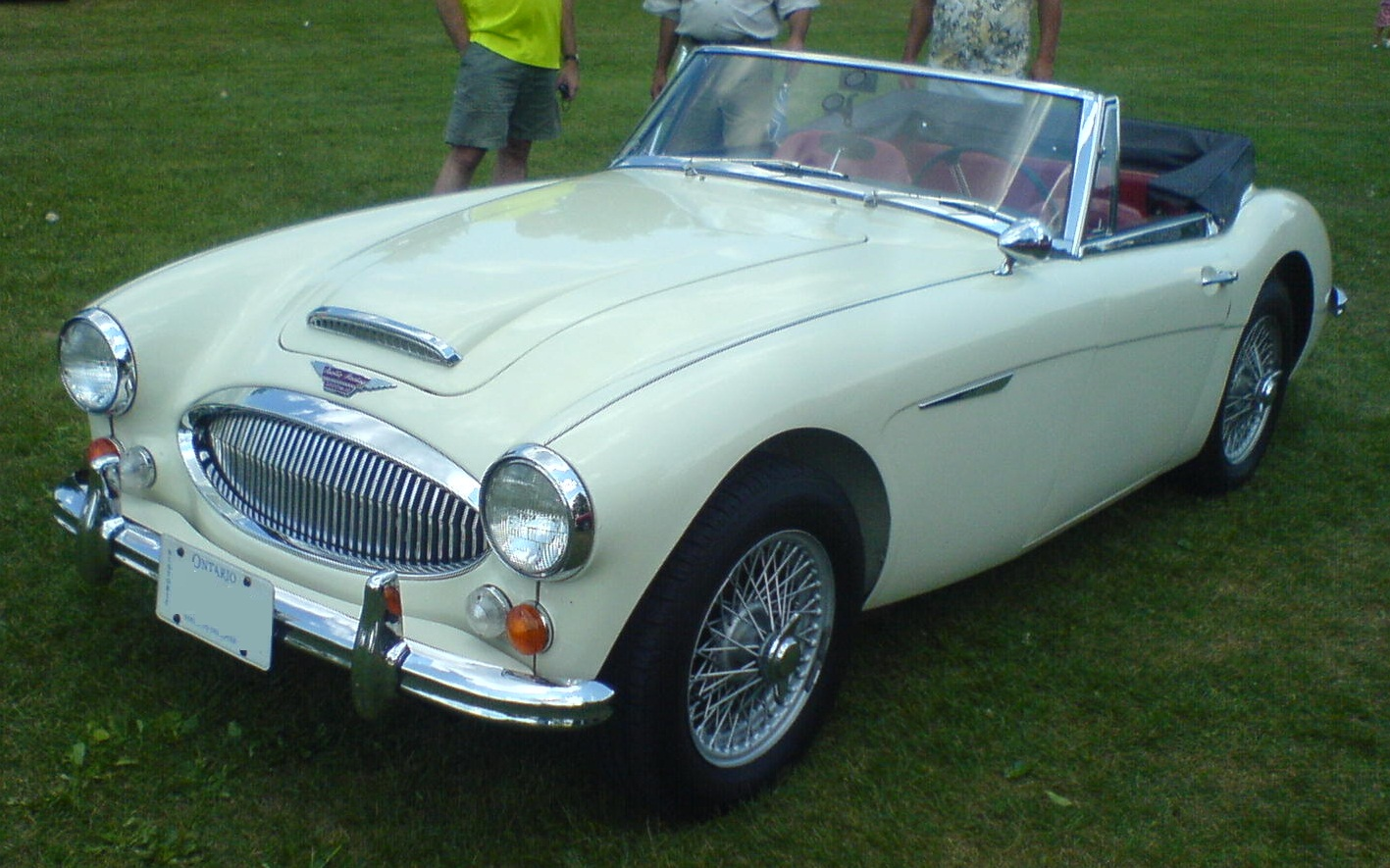
Austin-Healey 3000

### 100-6
En 1956, la base de la 100 connut une importante évolution tant mécanique que stylistique, avec l'allongement de l'empattement, une redesign de la carrosserie, équipée d'un pare-brise fixe, l'ajout de 2 sièges arrière d'appoint (disponibles en option à partir de 1958 et l'arrivée de la BN6, produite en parallèle avec la BN4 2+2) et le moteur remplacé par le BMC C-Series.

### 3000
En 1959, la cylindrée du moteur fut augmentée de 2,6 à 2,9 L et le véhiculé renommé Austin-Healey 3000. Il était disponible en versions 2 places et 2+2.
La 3000 connut trois phases et quatre modèles différents. Sa production, qui prit fin en 1968, compta pour environ 60 % de la production totale de Big Healeys.

### Identifiants de modèles
- 100 (2 places)
  - BN1 : 3 vitesses (+ surmultiplication), 1952–55
  - BN2 : 4 vitesses (+ surmultiplication), 1955–56
  - AHS : 1955
- 100/6
  - BN4 : 2+2, 1956–59
  - BN6 : 2 places, 1958–59
- 3000 Mk I
  - BN7 : 2 places, 1959–61
  - BT7 : 2+2, 1959–61
- 3000 Mk II
  - BN7 : 2 places, 1961–62
  - BT7 : 2+2, 1961–62
  - BJ7 : 2+2, 1962–63
- 3000 Mk III
  - BJ8 Phase 1 : 2+2, 1964
  - BJ8 Phase 2 : 2+2, 1964–68